# Коновалова, Таисия Юрьевна
Таисия Юрьевна Коновалова (род. 22 мая 1996, Тамбов) — российская волейболистка, центральная блокирующая.

## Биография
Таисия Коновалова поступила в волейбольную секцию в родном Тамбове в 10-летнем возрасте. Через три года с семьёй переехала в Москву, где продолжила занятия волейболом в СДЮСШОР № 65. В 2011 приглашена в московское «Динамо», за фарм-команду которого выступала в Молодёжной лиге чемпионата России до 2015 года. Параллельно играла и за команду СДЮСШОР-65 «Ника» в высшей лиге «Б» российского национального чемпионата. С 2015 на протяжении трёх сезонов выступала за нижегородскую «Спарту», затем по одному сезону — за «Динамо-Метар» и «Сахалин». В 2020 году заключила контракт с казанским «Динамо-Ак Барсом».
В 2013 году Таисия Коновалова выступала за юниорскую сборную России, с которой приняла участие в чемпионате Европы среди девушек. В 2014 году с молодёжной сборной была участницей чемпионата Европы.

### Клубная карьера
- 2011—2014 —  СДЮСШОР-65-«Ника» (Москва) — высшая лига «Б»;
- 2011—2013, 2014—2015 —  «Динамо»-2 (Москва) — молодёжная лига;
- 2015—2018 —  «Спарта» (Нижний Новгород) — высшая лига «А»;
- 2018—2019 —  «Динамо-Метар» (Челябинск) — суперлига;
- 2019—2020 —  «Сахалин» (Южно-Сахалинск) — суперлига;
- 2020—2023 —  «Динамо-Ак Барс» (Казань) — суперлига.
- 2023—2024 —  «Динамо-Метар» (Челябинск) — суперлига;
- с 2024 —  «Динамо-Ак Барс» (Казань) — суперлига.

## Достижения
- серебряный (2025) и бронзовый (2021) призёр чемпионатов России.
- 3-кратный победитель розыгрышей Кубка России — 2020, 2021, 2024;
  - серебряный призёр Кубка России 2025.
- 3-кратный обладатель Суперкубка России — 2020, 2022, 2024.
- победитель розыгрыша Кубка Сибири и Дальнего Востока 2019.
- бронзовый призёр чемпионата России среди команд высшей лиги «А» 2016.
- серебряный призёр Всероссийской спартакиады 2022 в составе сборной Татарстана.